# 費爾干納州 (俄羅斯帝國)
費爾干納州（Ферганская область）是俄羅斯帝國在今日中亞設立的一個州，1868年設立，屬突厥斯坦總督區。今日分別為烏茲別克斯坦、吉爾吉斯斯坦和塔吉克斯坦所轄。
面積160,141平方公里，1879年人口為1,572,214人。首府斯科別列夫。下分五縣。